# Thomas Kitchin
Thomas Kitchin, o Kitchen, (Southwark, 1718 – Londres, 23 de junio de 1784) fue un grabador y cartógrafo inglés, que se convirtió en hidrógrafo real. También fue autor de obras sobre la historia de las Indias Occidentales.

## Biografía
Nacido en Southwark, fue aprendiz de Emanuel Bowen en 1732. Inicialmente asentado en Clerkenwell, a fines de 1755 Kitchin se estableció en Holborn.
Desde 1773, Kitchin fue nombrado hidrógrafo real. Se casó con Sarah Bowen, hija de Emanuel, en 1739, y luego con Jane, hija de Joseph Burroughs, en 1762.
Murió en St Albans el 23 de junio de 1784. Kitchin vivió y trabajó en Londres hasta su jubilación.

## Obras

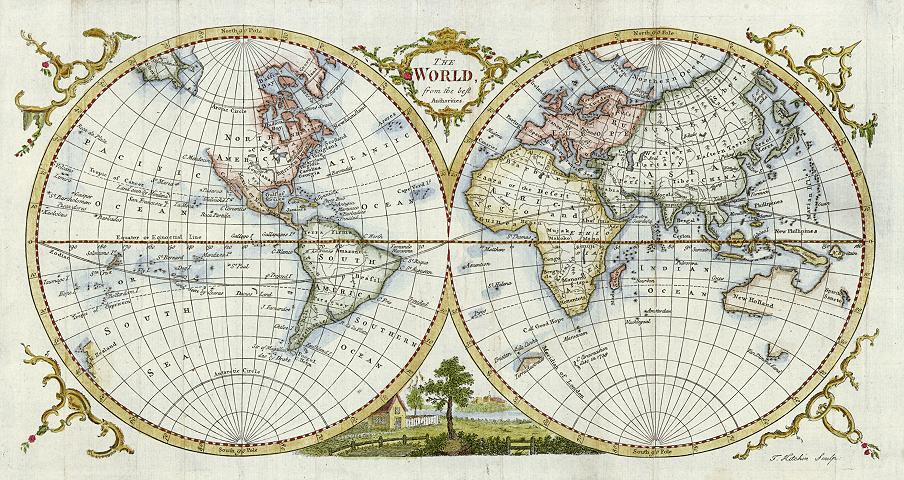
'El mundo de las mejores autoridades' grabado por Thomas Kitchin, publicado en New Geographical Grammar de William Guthrie, 1777.

Realizó el mapa de Escocia de John Elphinstone (1746), Geographia Scotiae (1749) y The Small English Atlas (1749) con Thomas Jefferys. El Gran Atlas Inglés con Bowen (1749-1760) fue un intento serio de abarcar Inglaterra a gran escala. En 1755, Kitchin grabó el Mapa Mitchell de América del Norte.[cita requerida] Trabajó para London Magazine. Realizó 170 mapas para el London Magazine (1747-1783).[cita requerida] Kitchin fue el principal hidrógrafo del rey de Inglaterra. Kitchin robó con frecuencia las obras de otros cartógrafos, lo cual sería una de las explicaciones sobre por qué "creó" tanto trabajo como cartógrafo.

Mapa de Middlesex, 1769.

Su obra, The Present State of the West-Indies: Containing an Accurate Description of What Parts Are Possessed by the Several Powers in Europe (es español, El estado actual de las Indias Occidentales: conteniendo una descripción precisa de las partes poseídas por las diversas potencias en Europa), se publicó en 1778 por R. Baldwin en Londres.
En 1783, escribió, The Traveller's Guide Through England and Wales (en español, La guía del viajero a través de Inglaterra y Gales), que enumeraba la mayoría de los pueblos y ciudades con las millas de distancia respecto a Londres.
Kitchin murió en junio de 1784 y fue enterrado en la Catedral de St Albans. Su lápida conmemorativa no ha sobrevivido.